# Cabanis' gors
De Cabanis' gors (Emberiza cabanisi) is een zangvogel uit de familie van gorzen (Emberizidae).

## Verspreiding en leefgebied
Deze soort komt voor in Afrika, bezuiden de Sahara en telt twee ondersoorten:
- E. c. cabanisi: van Sierra Leone tot zuidelijk Soedan en noordelijk Oeganda.
- E. c. orientalis: van zuidelijk Congo-Kinshasa en Angola tot Tanzania, Zambia en Zimbabwe.